# Canton du Réolais et des Bastides
Le canton du Réolais et des Bastides est une circonscription électorale française du département de la Gironde.

## Histoire
Un nouveau découpage territorial de la Gironde entre en vigueur à l'occasion des premières élections départementales suivant le décret du 20 février 2014. Les conseillers départementaux sont, à compter de ces élections, élus au scrutin majoritaire binominal mixte. Les électeurs de chaque canton élisent au Conseil départemental, nouvelle appellation du Conseil général, deux membres de sexe différent, qui se présentent en binôme de candidats. Les conseillers départementaux sont élus pour 6 ans au scrutin binominal majoritaire à deux tours, l'accès au second tour nécessitant 12,5 % des inscrits au 1er tour. En outre la totalité des conseillers départementaux est renouvelée. Ce nouveau mode de scrutin nécessite un redécoupage des cantons dont le nombre est divisé par deux avec arrondi à l'unité impaire supérieure si ce nombre n'est pas entier impair, assorti de conditions de seuils minimaux. Dans la Gironde, le nombre de cantons passe ainsi de 63 à 33.
Le canton du Réolais et des Bastides est formé de communes des anciens cantons d'Auros (14 communes), de Pellegrue (10 communes), de La Réole (23 communes), de Sainte-Foy-la-Grande (14 communes), de Monségur (15 communes) et de Sauveterre-de-Guyenne (14 communes — les trois communes de Coirac, Gornac et Mourens étant rattachées au nouveau canton de l'Entre-deux-Mers). Avec ce redécoupage administratif, le territoire du canton s'affranchit des limites d'arrondissements, avec 76 communes incluses dans l'arrondissement de Langon et 14 dans l'arrondissement de Libourne. Le bureau centralisateur est situé à Pineuilh.
Par arrêté préfectoral du 1er août 2016, les communes de Castets-en-Dorthe et de Castillon-de-Castets, fusionnent le 1er janvier 2017 pour former la commune nouvelle de Castets et Castillon. Cependant, cette commune nouvelle est partagée entre les cantons du Canton du Sud-Gironde et du Réolais et des Bastides en raison de l'appartenance de la commune déléguée de Castillon-de-Castets à ce dernier. Le décret du 7 novembre 2019 entraîne le rattachement complet du territoire de la commune nouvelle de Castets et Castillon au canton du Sud-Gironde.

## Géographie
À la limite des départements de la Dordogne et du Lot-et-Garonne, le canton occupe quasiment tout l'est de la région naturelle de l'Entre-deux-Mers et au-delà puisqu'il franchit la Garonne pour investir l'ancien canton d'Auros sur la rive gauche. Ses communes appartiennent en majeure partie aux communautés de communes du Réolais en Sud Gironde (36 communes), du Sauveterrois (29 communes, Coirac, Gornac et Mourens étant dans le nouveau canton de l'Entre-deux-Mers), du Pays Foyen (19 communes) mais aussi pour partie à celles de Castillon Pujols (2 communes : Mérignas et Ruch, les autres appartenant au nouveau canton des Coteaux de Dordogne), du Bazadais (2 commune : Lados et Sigalens, les autres appartenant au nouveau canton du Sud-Gironde) et du Sud Gironde (Coimères, les autres appartenant au canton du même nom) . 

## Représentation
| Période élective | Période élective | Mandat | Mandat   | Identité           | Nuance | Nuance | Qualité |
| ---------------- | ---------------- | ------ | -------- | ------------------ | ------ | ------ | --- |
| 2015             | 2021             | 2015   | 2021     | Bernard Castagnet  |        | PS     | maire de La Réole (1989-2014) ancien conseiller général du Canton de La Réole Vice-président chargé de l'Attractivité territoriale, développement économique et du tourisme |
| 2015             | 2021             | 2015   | 2021     | Christelle Guionie |        | PS     | Ancienne conseillère municipale de Saint-Quentin-de-Caplong |
| 2021             | 2028             | 2021   | en cours | Daniel Barbe       |        | PS     | Maire de Blasimon |
| 2021             | 2028             | 2021   | en cours | Christelle Guionie |        | PS     | Conseillère sortante, maire de Sainte-Foy-la-Grande |

### Résultats détaillés

#### Élections de mars 2015
À l'issue du 1er tour des élections départementales de 2015, trois binômes sont en ballottage : Bernard Castagnet et Christelle Guionie (PS, 33,44 %), Yves D'Amecourt et Sophie Sellier (Union de la Droite, 32,93 %) et Sandrine Chadourne et Patrick Duval Campana (FN, 26,87 %). Le taux de participation est de 57,76 % (18 497 votants sur 32 026 inscrits) contre 50,54 % au niveau départemental et 50,17 % au niveau national.
Au second tour, Bernard Castagnet et Christelle Guionie (PS) sont élus avec 39,46 % des suffrages exprimés et un taux de participation de 61,55 % (7 443 voix pour 19 711 votants et 32 026 inscrits).

#### Élections de juin 2021
Le premier tour des élections départementales de 2021 est marqué par un très faible taux de participation (33,26 % au niveau national). Dans le canton du Réolais et des Bastides, ce taux de participation est de 39,96 % (13 012 votants sur 32 560 inscrits) contre 33,41 % au niveau départemental. À l'issue de ce premier tour, deux binômes sont en ballottage : Daniel Barbe et Christelle Guionie (PS, 39,01 %) et Sandrine Chadourne et Didier Riva (RN, 24,08 %).
Le second tour des élections est marqué une nouvelle fois par une abstention massive équivalente au premier tour. Les taux de participation sont de 34,36 % au niveau national, 33,6 % dans le département et 41,26 % dans le canton du Réolais et des Bastides. Daniel Barbe et Christelle Guionie (PS) sont élus avec 64,51 % des suffrages exprimés (7 882 voix pour 13 429 votants et 32 550 inscrits),,.

## Composition
Le canton du Réolais et des Bastides comprenait quatre-vingt-dix communes entières à sa création.
À la suite de la création de la commune nouvelle Castets et Castillon le 1er janvier 2017 et du décret du 7 novembre 2019 rattachant entièrement cette dernière au canton du Sud-Gironde, le nombre de communes descend à 89.
| Nom                               | Code Insee | Intercommunalité                                     | Superficie (km2) | Population (dernière pop. légale) | Densité (hab./km2) | Modifier                                    |
| --------------------------------- | ---------- | ---------------------------------------------------- | ---------------- | --------------------------------- | ------------------ | ------------------------------------------- |
| Pineuilh (bureau centralisateur)  | 33324      | CC du Pays Foyen                                     | 17,36            | 4 447 (2022)                      | 256                | modifier les données · modifier les données |
| Aillas                            | 33002      | CC du Réolais en Sud Gironde                         | 35,13            | 804 (2022)                        | 23                 | modifier les données · modifier les données |
| Auriolles                         | 33020      | CC du Pays Foyen                                     | 7,03             | 137 (2022)                        | 19                 | modifier les données · modifier les données |
| Auros                             | 33021      | CC du Réolais en Sud Gironde                         | 15,32            | 1 046 (2022)                      | 68                 | modifier les données · modifier les données |
| Bagas                             | 33024      | CC du Réolais en Sud Gironde                         | 3,63             | 287 (2022)                        | 79                 | modifier les données · modifier les données |
| Barie                             | 33027      | CC du Réolais en Sud Gironde                         | 5,33             | 277 (2022)                        | 52                 | modifier les données · modifier les données |
| Bassanne                          | 33031      | CC du Réolais en Sud Gironde                         | 2,54             | 131 (2022)                        | 52                 | modifier les données · modifier les données |
| Berthez                           | 33048      | CC du Réolais en Sud Gironde                         | 6,03             | 292 (2022)                        | 48                 | modifier les données · modifier les données |
| Blaignac                          | 33054      | CC du Réolais en Sud Gironde                         | 3,18             | 320 (2022)                        | 101                | modifier les données · modifier les données |
| Blasimon                          | 33057      | Communauté des communes rurales de l'Entre-Deux-Mers | 29,76            | 955 (2022)                        | 32                 | modifier les données · modifier les données |
| Bourdelles                        | 33066      | CC du Réolais en Sud Gironde                         | 7,06             | 99 (2022)                         | 14                 | modifier les données · modifier les données |
| Brannens                          | 33072      | CC du Réolais en Sud Gironde                         | 6,04             | 259 (2022)                        | 43                 | modifier les données · modifier les données |
| Brouqueyran                       | 33074      | CC du Réolais en Sud Gironde                         | 5,66             | 199 (2022)                        | 35                 | modifier les données · modifier les données |
| Camiran                           | 33087      | CC du Réolais en Sud Gironde                         | 5,80             | 418 (2022)                        | 72                 | modifier les données · modifier les données |
| Caplong                           | 33094      | CC du Pays Foyen                                     | 9,27             | 243 (2022)                        | 26                 | modifier les données · modifier les données |
| Casseuil                          | 33102      | CC du Réolais en Sud Gironde                         | 6,34             | 369 (2022)                        | 58                 | modifier les données · modifier les données |
| Castelmoron-d'Albret              | 33103      | Communauté des communes rurales de l'Entre-Deux-Mers | 0,04             | 51 (2022)                         | 1 275              | modifier les données · modifier les données |
| Castelviel                        | 33105      | Communauté des communes rurales de l'Entre-Deux-Mers | 8,02             | 203 (2022)                        | 25                 | modifier les données · modifier les données |
| Caumont                           | 33112      | Communauté des communes rurales de l'Entre-Deux-Mers | 7,58             | 134 (2022)                        | 18                 | modifier les données · modifier les données |
| Cazaugitat                        | 33117      | Communauté des communes rurales de l'Entre-Deux-Mers | 14,35            | 212 (2022)                        | 15                 | modifier les données · modifier les données |
| Cleyrac                           | 33129      | Communauté des communes rurales de l'Entre-Deux-Mers | 6,07             | 150 (2022)                        | 25                 | modifier les données · modifier les données |
| Coimères                          | 33130      | CC du Sud Gironde                                    | 12,91            | 1 077 (2022)                      | 83                 | modifier les données · modifier les données |
| Cours-de-Monségur                 | 33136      | Communauté des communes rurales de l'Entre-Deux-Mers | 9,64             | 243 (2022)                        | 25                 | modifier les données · modifier les données |
| Coutures                          | 33139      | Communauté des communes rurales de l'Entre-Deux-Mers | 3,40             | 92 (2022)                         | 27                 | modifier les données · modifier les données |
| Daubèze                           | 33149      | Communauté des communes rurales de l'Entre-Deux-Mers | 5,63             | 147 (2022)                        | 26                 | modifier les données · modifier les données |
| Dieulivol                         | 33150      | Communauté des communes rurales de l'Entre-Deux-Mers | 10,47            | 335 (2022)                        | 32                 | modifier les données · modifier les données |
| Les Esseintes                     | 33158      | CC du Réolais en Sud Gironde                         | 5,10             | 245 (2022)                        | 48                 | modifier les données · modifier les données |
| Eynesse                           | 33160      | CC du Pays Foyen                                     | 7,59             | 591 (2022)                        | 78                 | modifier les données · modifier les données |
| Floudès                           | 33169      | CC du Réolais en Sud Gironde                         | 3,70             | 106 (2022)                        | 29                 | modifier les données · modifier les données |
| Fontet                            | 33170      | CC du Réolais en Sud Gironde                         | 7,67             | 746 (2022)                        | 97                 | modifier les données · modifier les données |
| Fossès-et-Baleyssac               | 33171      | CC du Réolais en Sud Gironde                         | 9,40             | 223 (2022)                        | 24                 | modifier les données · modifier les données |
| Gironde-sur-Dropt                 | 33187      | CC du Réolais en Sud Gironde                         | 8,84             | 1 340 (2022)                      | 152                | modifier les données · modifier les données |
| Hure                              | 33204      | CC du Réolais en Sud Gironde                         | 7,09             | 565 (2022)                        | 80                 | modifier les données · modifier les données |
| Lados                             | 33216      | CC du Bazadais                                       | 6,49             | 178 (2022)                        | 27                 | modifier les données · modifier les données |
| Lamothe-Landerron                 | 33221      | CC du Réolais en Sud Gironde                         | 9,18             | 1 119 (2022)                      | 122                | modifier les données · modifier les données |
| Landerrouat                       | 33223      | CC du Pays Foyen                                     | 4,99             | 228 (2022)                        | 46                 | modifier les données · modifier les données |
| Landerrouet-sur-Ségur             | 33224      | Communauté des communes rurales de l'Entre-Deux-Mers | 3,14             | 102 (2022)                        | 32                 | modifier les données · modifier les données |
| Les Lèves-et-Thoumeyragues        | 33242      | CC du Pays Foyen                                     | 15,58            | 558 (2022)                        | 36                 | modifier les données · modifier les données |
| Ligueux                           | 33246      | CC du Pays Foyen                                     | 5,05             | 140 (2022)                        | 28                 | modifier les données · modifier les données |
| Listrac-de-Durèze                 | 33247      | CC du Pays Foyen                                     | 5,31             | 137 (2022)                        | 26                 | modifier les données · modifier les données |
| Loubens                           | 33250      | CC du Réolais en Sud Gironde                         | 5,89             | 314 (2022)                        | 53                 | modifier les données · modifier les données |
| Loupiac-de-la-Réole               | 33254      | CC du Réolais en Sud Gironde                         | 5,32             | 545 (2022)                        | 102                | modifier les données · modifier les données |
| Margueron                         | 33269      | CC du Pays Foyen                                     | 13,57            | 373 (2022)                        | 27                 | modifier les données · modifier les données |
| Massugas                          | 33277      | CC du Pays Foyen                                     | 14,41            | 217 (2022)                        | 15                 | modifier les données · modifier les données |
| Mauriac                           | 33278      | Communauté des communes rurales de l'Entre-Deux-Mers | 10,02            | 228 (2022)                        | 23                 | modifier les données · modifier les données |
| Mérignas                          | 33282      | CC Castillon-Pujols                                  | 9,56             | 299 (2022)                        | 31                 | modifier les données · modifier les données |
| Mesterrieux                       | 33283      | Communauté des communes rurales de l'Entre-Deux-Mers | 3,59             | 223 (2022)                        | 62                 | modifier les données · modifier les données |
| Mongauzy                          | 33287      | CC du Réolais en Sud Gironde                         | 6,84             | 656 (2022)                        | 96                 | modifier les données · modifier les données |
| Monségur                          | 33289      | CC du Réolais en Sud Gironde                         | 9,91             | 1 585 (2022)                      | 160                | modifier les données · modifier les données |
| Montagoudin                       | 33291      | CC du Réolais en Sud Gironde                         | 3,34             | 171 (2022)                        | 51                 | modifier les données · modifier les données |
| Morizès                           | 33294      | CC du Réolais en Sud Gironde                         | 5,87             | 531 (2022)                        | 90                 | modifier les données · modifier les données |
| Neuffons                          | 33304      | Communauté des communes rurales de l'Entre-Deux-Mers | 4,67             | 147 (2022)                        | 31                 | modifier les données · modifier les données |
| Noaillac                          | 33306      | CC du Réolais en Sud Gironde                         | 7,94             | 559 (2022)                        | 70                 | modifier les données · modifier les données |
| Pellegrue                         | 33316      | CC du Pays Foyen                                     | 38,18            | 899 (2022)                        | 24                 | modifier les données · modifier les données |
| Pondaurat                         | 33331      | CC du Réolais en Sud Gironde                         | 8,74             | 456 (2022)                        | 52                 | modifier les données · modifier les données |
| Le Puy                            | 33345      | Communauté des communes rurales de l'Entre-Deux-Mers | 8,15             | 394 (2022)                        | 48                 | modifier les données · modifier les données |
| Puybarban                         | 33346      | CC du Réolais en Sud Gironde                         | 5,58             | 411 (2022)                        | 74                 | modifier les données · modifier les données |
| La Réole                          | 33352      | CC du Réolais en Sud Gironde                         | 12,53            | 4 441 (2022)                      | 354                | modifier les données · modifier les données |
| Rimons                            | 33353      | Communauté des communes rurales de l'Entre-Deux-Mers | 14,38            | 196 (2022)                        | 14                 | modifier les données · modifier les données |
| Riocaud                           | 33354      | CC du Pays Foyen                                     | 10,40            | 195 (2022)                        | 19                 | modifier les données · modifier les données |
| Roquebrune                        | 33359      | CC du Réolais en Sud Gironde                         | 6,52             | 281 (2022)                        | 43                 | modifier les données · modifier les données |
| La Roquille                       | 33360      | CC du Pays Foyen                                     | 6,51             | 310 (2022)                        | 48                 | modifier les données · modifier les données |
| Ruch                              | 33361      | CC Castillon-Pujols                                  | 14,49            | 544 (2022)                        | 38                 | modifier les données · modifier les données |
| Saint-André-et-Appelles           | 33369      | CC du Pays Foyen                                     | 10,25            | 670 (2022)                        | 65                 | modifier les données · modifier les données |
| Saint-Antoine-du-Queyret          | 33372      | Communauté des communes rurales de l'Entre-Deux-Mers | 6,85             | 60 (2022)                         | 8,8                | modifier les données · modifier les données |
| Saint-Avit-de-Soulège             | 33377      | CC du Pays Foyen                                     | 2,84             | 81 (2022)                         | 29                 | modifier les données · modifier les données |
| Saint-Avit-Saint-Nazaire          | 33378      | CC du Pays Foyen                                     | 18,61            | 1 484 (2022)                      | 80                 | modifier les données · modifier les données |
| Saint-Brice                       | 33379      | Communauté des communes rurales de l'Entre-Deux-Mers | 5,76             | 314 (2022)                        | 55                 | modifier les données · modifier les données |
| Saint-Exupéry                     | 33398      | CC du Réolais en Sud Gironde                         | 4,19             | 169 (2022)                        | 40                 | modifier les données · modifier les données |
| Saint-Félix-de-Foncaude           | 33399      | Communauté des communes rurales de l'Entre-Deux-Mers | 10,33            | 291 (2022)                        | 28                 | modifier les données · modifier les données |
| Saint-Ferme                       | 33400      | Communauté des communes rurales de l'Entre-Deux-Mers | 20,09            | 338 (2022)                        | 17                 | modifier les données · modifier les données |
| Saint-Hilaire-de-la-Noaille       | 33418      | CC du Réolais en Sud Gironde                         | 11,45            | 380 (2022)                        | 33                 | modifier les données · modifier les données |
| Saint-Hilaire-du-Bois             | 33419      | Communauté des communes rurales de l'Entre-Deux-Mers | 4,50             | 80 (2022)                         | 18                 | modifier les données · modifier les données |
| Saint-Martin-de-Lerm              | 33443      | Communauté des communes rurales de l'Entre-Deux-Mers | 7,02             | 160 (2022)                        | 23                 | modifier les données · modifier les données |
| Saint-Martin-du-Puy               | 33446      | Communauté des communes rurales de l'Entre-Deux-Mers | 9,10             | 159 (2022)                        | 17                 | modifier les données · modifier les données |
| Saint-Michel-de-Lapujade          | 33453      | CC du Réolais en Sud Gironde                         | 7,47             | 212 (2022)                        | 28                 | modifier les données · modifier les données |
| Saint-Philippe-du-Seignal         | 33462      | CC du Pays Foyen                                     | 3,38             | 498 (2022)                        | 147                | modifier les données · modifier les données |
| Saint-Quentin-de-Caplong          | 33467      | CC du Pays Foyen                                     | 11,27            | 256 (2022)                        | 23                 | modifier les données · modifier les données |
| Saint-Sève                        | 33479      | CC du Réolais en Sud Gironde                         | 4,80             | 251 (2022)                        | 52                 | modifier les données · modifier les données |
| Saint-Sulpice-de-Guilleragues     | 33481      | Communauté des communes rurales de l'Entre-Deux-Mers | 6,89             | 234 (2022)                        | 34                 | modifier les données · modifier les données |
| Saint-Sulpice-de-Pommiers         | 33482      | Communauté des communes rurales de l'Entre-Deux-Mers | 9,82             | 271 (2022)                        | 28                 | modifier les données · modifier les données |
| Saint-Vivien-de-Monségur          | 33491      | CC du Réolais en Sud Gironde                         | 15,83            | 402 (2022)                        | 25                 | modifier les données · modifier les données |
| Sainte-Foy-la-Grande              | 33402      | CC du Pays Foyen                                     | 0,51             | 2 561 (2022)                      | 5 022              | modifier les données · modifier les données |
| Sainte-Gemme                      | 33404      | Communauté des communes rurales de l'Entre-Deux-Mers | 9,55             | 193 (2022)                        | 20                 | modifier les données · modifier les données |
| Sauveterre-de-Guyenne             | 33506      | Communauté des communes rurales de l'Entre-Deux-Mers | 31,75            | 1 874 (2022)                      | 59                 | modifier les données · modifier les données |
| Savignac                          | 33508      | CC du Réolais en Sud Gironde                         | 17,02            | 646 (2022)                        | 38                 | modifier les données · modifier les données |
| Sigalens                          | 33512      | CC du Bazadais                                       | 18,33            | 342 (2022)                        | 19                 | modifier les données · modifier les données |
| Soussac                           | 33516      | Communauté des communes rurales de l'Entre-Deux-Mers | 6,61             | 184 (2022)                        | 28                 | modifier les données · modifier les données |
| Taillecavat                       | 33520      | Communauté des communes rurales de l'Entre-Deux-Mers | 9,49             | 288 (2022)                        | 30                 | modifier les données · modifier les données |
| Canton du Réolais et des Bastides | 3327       |                                                      | 832,84           | 45 578 (2022)                     | 55                 | modifier les données                        |

## Démographie
En 2022, le canton comptait 45 578 habitants, en évolution de +0,23 % par rapport à 2016 (Gironde : +6,91 %, France hors Mayotte : +2,11 %).
| 2013   | 2018   | 2022   |
| ------ | ------ | ------ |
| 44 585 | 45 562 | 45 578 |